# Serie A1 w piłce siatkowej kobiet
Serie A1 siatkarek – najwyższa klasa siatkarskich rozgrywek ligowych kobiet we Włoszech. Pierwsze rozgrywki o mistrzostwo kraju odbyły się w 1946 roku, tytuł mistrza Włoch zdobyła wtedy drużyna Amatori Bergamo.
Obecnie o mistrzowski tytuł walczy 14 drużyn. Najwięcej zwycięstw w historii (11) zanotowała Olimpia Teodora. Każdy sezon zostaje poprzedzony meczem o superpuchar Włoch, do którego przystępuje mistrz Włoch i zdobywca pucharu Włoch (w innym wypadku wicemistrz kraju).
Obecnie najdłużej grającą siatkarką we włoskiej Serie A1 jest zawodniczka Prosecco Doc Imoco Conegliano - Monica De Gennaro, która 17 marca 2025 roku w sezonie 2024/2025 rozegrała swój 1631 mecz w karierze. Wcześniejszą rekordzistką była inna legenda włoskiej siatkówki, Francesca Piccinini.

## Medalistki
- W nawisach podane jest miejsce, które dany klub zajął w fazie zasadniczej

| Sezon     | Mistrz                                                               | Wicemistrz                                                           | Półfinaliści play-off                                                | Półfinaliści play-off                                                |
| --------- | -------------------------------------------------------------------- | -------------------------------------------------------------------- | -------------------------------------------------------------------- | -------------------------------------------------------------------- |
| 1945/1946 | Amatori Bergamo                                                      |                                                                      |                                                                      |                                                                      |
| 1946/1947 | Amatori Bergamo                                                      |                                                                      |                                                                      |                                                                      |
| 1947/1948 | Invicta Trieste                                                      |                                                                      |                                                                      |                                                                      |
| 1948/1949 | Invicta Trieste (1)                                                  | Fari Bergamo (2)                                                     | Lega Nazionale Trieste (3)                                           | Fari Brescia (4)                                                     |
| 1949/1950 | Lega Nazionale Trieste (1)                                           | Fari Bergamo (2)                                                     | Invicta Trieste (3)                                                  | Fari Brescia (4)                                                     |
| 1950/1951 | Fari Brescia (1)                                                     | Invicta Trieste (2)                                                  | Lega Nazionale Trieste (3)                                           | Fari Bergamo (4)                                                     |
| 1951/1952 | Fari Brescia (1)                                                     | Invicta Trieste (2)                                                  | Pavoniana Brescia (3)                                                | Fari Bergamo (4)                                                     |
| 1952/1953 | Audax Modena (1)                                                     | Fari Brescia (2)                                                     | Fari Bergamo (3)                                                     | Libertas Trieste (4)                                                 |
| 1953/1954 | Minelli Modena (1)                                                   | Audax Modena (2)                                                     | Assi Reggio Emilia (3)                                               | Fari Bergamo (4)                                                     |
| 1954/1955 | Minelli Modena (1)                                                   | Audax Modena (2)                                                     | Fari Bergamo (3)                                                     | La Rocca Rumi Bergamo (4)                                            |
| 1955/1956 | Audax Modena (1)                                                     | Minelli Modena (2)                                                   | Libertas Palermo (3)                                                 | Max Mara Reggio Emilia (4)                                           |
| 1956/1957 | Audax Modena (1)                                                     | Minelli Modena (2)                                                   | Rizzoli Pallavolo Milano (3)                                         | Pallavolo Palermo (4)                                                |
| 1957/1958 | Audax Modena (1)                                                     | Rizzoli Pallavolo Milano (2)                                         | Minelli Modena (3)                                                   | Spes Trieste (4)                                                     |
| 1958/1959 | Audax Modena (1)                                                     | Spes Trieste (2)                                                     | Minelli Modena (3)                                                   | Teseco Sesto Fiorentino (4)                                          |
| 1959/1960 | Spes Trieste (1)                                                     | Saves Alessandria (2)                                                | Teseco Sesto Fiorentino (3)                                          | Pallavolo Palermo (4)                                                |
| 1960/1961 | Spes Trieste (1)                                                     | Saves Alessandria (2)                                                | Muratori Vignola (3)                                                 | Minelli Modena (4)                                                   |
| 1961/1962 | Spes Trieste (1)                                                     | Muratori Vignola (2)                                                 | Minelli Modena (3)                                                   | Teseco Sesto Fiorentino (4)                                          |
| 1962/1963 | Muratori Vignola (1)                                                 | Minelli Modena (2)                                                   | Teseco Sesto Fiorentino (3)                                          | Agi Gorizia (4)                                                      |
| 1963/1964 | Teseco Sesto Fiorentino (1)                                          | Muratori Vignola (2)                                                 | Minelli Modena (3)                                                   | Cabassi Modena (4)                                                   |
| 1964/1965 | Max Mara Reggio Emilia (1)                                           | Cabassi Modena (2)                                                   | Muratori Vignola (3)                                                 | Minelli Modena (4)                                                   |
| 1965/1966 | Max Mara Reggio Emilia (1)                                           | Minelli Modena (2)                                                   | Cabassi Modena (3)                                                   | Fari Palermo (4)                                                     |
| 1966/1967 | Max Mara Reggio Emilia (1)                                           | Minelli Modena (2)                                                   | Fini Modena (3)                                                      | Cabassi Modena (4)                                                   |
| 1967/1968 | Max Mara Reggio Emilia (1)                                           | Fini Modena (2)                                                      | Cabassi Modena (3)                                                   | Fari Palermo (4)                                                     |
| 1968/1969 | Fini Modena (1)                                                      | Max Mara Reggio Emilia (2)                                           | CUS Parma (3)                                                        | US Arbor Reggio Emilia (4)                                           |
| 1969/1970 | Fini Modena (1)                                                      | CUS Parma (2)                                                        | Cimurri Sport Reggio Emilia (3)                                      | Cogne Aosta Volley (4)                                               |
| 1970/1971 | CUS Parma (1)                                                        | Fini Modena (2)                                                      | Casagrande Sacile (3)                                                | Cogne Aosta Volley (4)                                               |
| 1971/1972 | Fini Modena (1)                                                      | Bartoli Reggio Emilia (2)                                            | CUS Parma (3)                                                        | Casagrande Sacile (4)                                                |
| 1972/1973 | Fini Modena (1)                                                      | Bartoli Reggio Emilia (2)                                            | CUS Parma (3)                                                        | Casagrande Sacile (4)                                                |
| 1973/1974 | Valdagna Scandicci (1)                                               | Orlandini Reggio Emilia (2)                                          | CUS Parma (3)                                                        | Alma Juventus Pallavolo Fano (4)                                     |
| 1974/1975 | Valdagna Scandicci (1)                                               | Coma Modena (2)                                                      | Mec Sport Alzano Lombardo (3)                                        | Alidea Katania (4)                                                   |
| 1975/1976 | Valdagna Scandicci (1)                                               | Industrie Chimiche Nelsen Reggio Emilia (2)                          | Mec Sport Alzano Lombardo (3)                                        | Coma Modena (4)                                                      |
| 1976/1977 | Mec Sport Alzano Lombardo (1)                                        | Alma Juventus Pallavolo Fano (2)                                     | Alidea Katania (3)                                                   | Amatori Bergamo (4)                                                  |
| 1977/1978 | Industrie Chimiche Nelsen Reggio Emilia (1)                          | Pallavolo Cecina (2)                                                 | Mec Sport Alzano Lombardo (3)                                        | Alidea Katania (4)                                                   |
| 1978/1979 | 2000Uno Bari (1)                                                     | Industrie Chimiche Nelsen Reggio Emilia (2)                          | Mec Sport Alzano Lombardo (3)                                        | Pallavolo Cecina (4)                                                 |
| 1979/1980 | Alidea Katania (1)                                                   | Industrie Chimiche Nelsen Reggio Emilia (2)                          | Pallavolo Cecina (3)                                                 | Mec Sport Alzano Lombardo (4)                                        |
| 1980/1981 | Diana Docks Rawenna (1)                                              | Industrie Chimiche Nelsen Reggio Emilia (2)                          | Amatori Bergamo (3)                                                  | Pallavolo Cecina (4)                                                 |
| 1981/1982 | Diana Docks Rawenna (1)                                              | Industrie Chimiche Nelsen Reggio Emilia (2)                          | Coma Modena (3)                                                      | ASD Volley Noventa (4)                                               |
| 1982/1983 | Teodora Rawenna (1)                                                  | Industrie Chimiche Nelsen Reggio Emilia (2)                          | Coma Modena (3)                                                      | Victor Village Bari (4)                                              |
| 1983/1984 | Teodora Rawenna (1)                                                  | Victor Village Bari (2)                                              | CUS Parma (3)                                                        | Industrie Chimiche Nelsen Reggio Emilia (4)                          |
| 1984/1985 | Teodora Rawenna (1)                                                  | Industrie Chimiche Nelsen Reggio Emilia (2)                          | Brogliaccio Ancona (5)                                               | VBC Cassano (6)                                                      |
| 1985/1986 | Teodora Rawenna (1)                                                  | Civ&Civ Modena (2)                                                   | Industrie Chimiche Nelsen Reggio Emilia (4)                          | Victor Village Bari (6)                                              |
| 1986/1987 | Teodora Rawenna (1)                                                  | Civ&Civ Modena (2)                                                   | Brogliaccio Ancona (3)                                               | Industrie Chimiche Nelsen Reggio Emilia (4)                          |
| 1987/1988 | Teodora Rawenna (1)                                                  | Civ&Civ Modena (3)                                                   | Braglia Reggio Emilia (2)                                            | Victor Village Bari (5)                                              |
| 1988/1989 | Teodora Rawenna (2)                                                  | Crocodile San Lazarro (4)                                            | Virtus 1962 Pellaro (3)                                              | Victor Village Bari (8)                                              |
| 1989/1990 | Teodora Rawenna (1)                                                  | Braglia Reggio Emilia (3)                                            | Calia Matera (2)                                                     | Crocodile San Lazarro (4)                                            |
| 1990/1991 | Il Messaggero Rawenna (2)                                            | Imet Perugia (1)                                                     | Calia Matera (3)                                                     | Isola Verde Modena (4)                                               |
| 1991/1992 | Calia Matera (2)                                                     | Imet Perugia (1)                                                     | Il Messaggero Teodora Rawenna (3)                                    | Unibit Roma (4)                                                      |
| 1992/1993 | Latte Rugiada Matera (1)                                             | Il Messaggero Teodora Rawenna (2)                                    | Impresem Agrigento (3)                                               | Brummel Ancona (4)                                                   |
| 1993/1994 | Latte Rugiada Matera (1)                                             | Isola Verde Modena (2)                                               | Impresem Agrigento (4)                                               | Teodora Rawenna (6)                                                  |
| 1994/1995 | Latte Rugiada Matera (2)                                             | Anthesis Modena (1)                                                  | O.T.C. Olimpia Teodora Rawenna (3)                                   | Fincres Roma (4)                                                     |
| 1995/1996 | Fopapedretti Bergamo (1)                                             | Anthesis Modena (2)                                                  | Alpam Roma (3)                                                       | Tra.De.Co Volley Altamura (4)                                        |
| 1996/1997 | Fopapedretti Bergamo (2)                                             | Anthesis Modena (1)                                                  | Ceramica Reggio Emilia (3)                                           | Medinex Reggio Calabria (4)                                          |
| 1997/1998 | Fopapedretti Bergamo (2)                                             | Ceramica Reggio Emilia (1)                                           | Assid Ester Napoli (3)                                               | Cemar Rubiera (5)                                                    |
| 1998/1999 | Fopapedretti Bergamo (2)                                             | Medinex Reggio Calabria (1)                                          | Omnitel Modena (3)                                                   | Despar Perugia (4)                                                   |
| 1999/2000 | Phone Limited Modena (2)                                             | Medinex Reggio Calabria (1)                                          | Despar Perugia (4)                                                   | Cosme Ceis Vicenza (6)                                               |
| 2000/2001 | nie wyłoniono - Capo Sud Calabria (1)                                | Radio 105 Foppapedretti Bergamo (3)                                  | Mirabilandia Teodora Rawenna (2)                                     | Edison Modena (4)                                                    |
| 2001/2002 | Radio 105 Foppapedretti Bergamo (1)                                  | Asystel Novara (3)                                                   | Despar Colussi Perugia (4)                                           | Metodo Minetti Vicenza (7)                                           |
| 2002/2003 | Despar Perugia (1)                                                   | Asystel Novara (3)                                                   | Monte Schiavo Banca Marche Jesi (2)                                  | Radio 105 Foppapedretti Bergamo (5)                                  |
| 2003/2004 | Radio 105 Foppapedretti Bergamo (1)                                  | Asystel Novara (2)                                                   | Monte Schiavo Banca Marche Jesi (5)                                  | Volley Modena (6)                                                    |
| 2004/2005 | Despar Perugia (2)                                                   | Radio 105 Foppapedretti Bergamo (1)                                  | BigMat Kerakoll Chieri (5)                                           | Monte Schiavo Banca Marche Jesi (6)                                  |
| 2005/2006 | Radio 105 Foppapedretti Bergamo (2)                                  | Monte Schiavo Banca Marche Jesi (5)                                  | Scavolini Pesaro (1)                                                 | Asystel Novara (3)                                                   |
| 2006/2007 | Despar Perugia (5)                                                   | Monte Schiavo Banca Marche Jesi (2)                                  | Asystel Novara (1)                                                   | Scavolini Pesaro (3)                                                 |
| 2007/2008 | Scavolini Pesaro (1)                                                 | Despar Perugia (3)                                                   | Foppapedretti Bergamo (2)                                            | Asystel Novara (4)                                                   |
| 2008/2009 | Scavolini Pesaro (1)                                                 | Asystel Novara (2)                                                   | Foppapedretti Bergamo (3)                                            | Yamamay Busto Arsizio (4)                                            |
| 2009/2010 | Scavolini Pesaro (1)                                                 | MC-Carnaghi Villa Cortese (2)                                        | Foppapedretti Bergamo (3)                                            | Monte Schiavo Banca Marche Jesi (4)                                  |
| 2010/2011 | Norda Foppapedretti Bergamo (2)                                      | MC-Carnaghi Villa Cortese (1)                                        | Yamamay Busto Arsizio (5)                                            | Asystel Novara (6)                                                   |
| 2011/2012 | Yamamay Busto Arsizio (1)                                            | MC-Carnaghi Villa Cortese (2)                                        | Rebecchi Nordmeccanica Piacenza (4)                                  | Norda Foppapedretti Bergamo (6)                                      |
| 2012/2013 | Rebecchi Nordmeccanica Piacenza (2)                                  | Imoco Volley Conegliano (5)                                          | Unendo Yamamay Busto Arsizio (1)                                     | Foppapedretti Bergamo (3)                                            |
| 2013/2014 | Rebecchi Nordmeccanica Piacenza (1)                                  | Unendo Yamamay Busto Arsizio (6)                                     | Prosecco Doc Imoco Conegliano (2)                                    | Igor Gorgonzola Novara (4)                                           |
| 2014/2015 | Pomì Casalmaggiore (2)                                               | Igor Gorgonzola Novara (1)                                           | Nordmeccanica Rebecchi Piacenza (4)                                  | Prosecco Doc Imoco Conegliano (6)                                    |
| 2015/2016 | Imoco Volley Conegliano (1)                                          | Nordmeccanica Piacenza (3)                                           | Liu Jo Modena (5)                                                    | Foppapedretti Bergamo (7)                                            |
| 2016/2017 | Igor Gorgonzola Novara (3)                                           | Liu Jo Nordmeccanica Modena (5)                                      | Imoco Volley Conegliano (1)                                          | Pomì Casalmaggiore (2)                                               |
| 2017/2018 | Imoco Volley Conegliano (3)                                          | Igor Gorgonzola Novara (1)                                           | Savino Del Bene Scandicci (2)                                        | Unet E-Work Busto Arsizio (4)                                        |
| 2018/2019 | Imoco Volley Conegliano (1)                                          | Igor Gorgonzola Novara (2)                                           | Savino Del Bene Scandicci (3)                                        | Saugella Team Monza (4)                                              |
| 2019/2020 | Ze względu na pandemię wirusa SARS-CoV-2 rozgrywki zostały przerwane | Ze względu na pandemię wirusa SARS-CoV-2 rozgrywki zostały przerwane | Ze względu na pandemię wirusa SARS-CoV-2 rozgrywki zostały przerwane | Ze względu na pandemię wirusa SARS-CoV-2 rozgrywki zostały przerwane |
| 2020/2021 | Carraro Imoco Conegliano (1)                                         | Igor Gorgonzola Novara (2)                                           | Saugella Monza (3)                                                   | Savino Del Bene Scandicci (5)                                        |
| 2021/2022 | Carraro Imoco Conegliano (1)                                         | Vero Volley Monza (3)                                                | Igor Gorgonzola Novara (2)                                           | Savino Del Bene Scandicci (4)                                        |
| 2022/2023 | Prosecco Doc Imoco Conegliano (1)                                    | Vero Volley Milano (3)                                               | Savino Del Bene Scandicci (2)                                        | Igor Gorgonzola Novara (5)                                           |
| 2023/2024 | Prosecco Doc Imoco Conegliano (1)                                    | Savino Del Bene Scandicci (2)                                        | Allianz Vero Volley Milano (3)                                       | Igor Gorgonzola Novara (4)                                           |
| 2024/2025 | Prosecco Doc Imoco Conegliano (1)                                    | Numia Vero Volley Milano (2)                                         | Savino Del Bene Scandicci (3)                                        | Igor Gorgonzola Novara (4)                                           |

## System rozgrywek
Co sezon o tytuł mistrza kraju walczy 14 drużyn. 
Rywalizacja w Serie A toczy się co sezon – systemem ligowym wraz z play-offami o tytuł Mistrza Kraju. W każdym sezonie odbywają się dwie rundy fazy zasadniczej: jesienna i wiosenna. Każda drużyna musi rozegrać 24 mecze. Osiem najlepszych drużyn, które kolejno w fazie zasadniczej sezonu zdobędą najwięcej punktów, walczą w play-offach o tzw. Scudetto.
Pary ćwierćfinałowe:
- 1ª — 8ª
- 4ª — 5ª
- 2ª — 7ª
- 3ª — 6ª

W pierwszej fazie play-off, tzn. w ćwierćfinałach gra się do dwóch zwycięstw. W drugiej i trzeciej fazie, w półfinałach i finałach do trzech zwycięstw. We Włoszech nie gra się meczów o 3. 5. i 7. miejsce, o kolejności decyduje miejsce danego klubu w sezonie zasadniczym.
Zespół, który po rundzie zasadniczej zajmie 13. i 14. miejsce zostaje zdegradowany do Serie A2.
System punktowania w rundzie zasadniczej:
- za zwycięstwo 3:0 lub 3:1 – 3 pkt
- za zwycięstwo 3:2 – 2 pkt
- za porażkę 2:3 – 1 pkt
- za porażkę 1:3 lub 0:3 – 0 pkt